# Bahnhof Walferdange

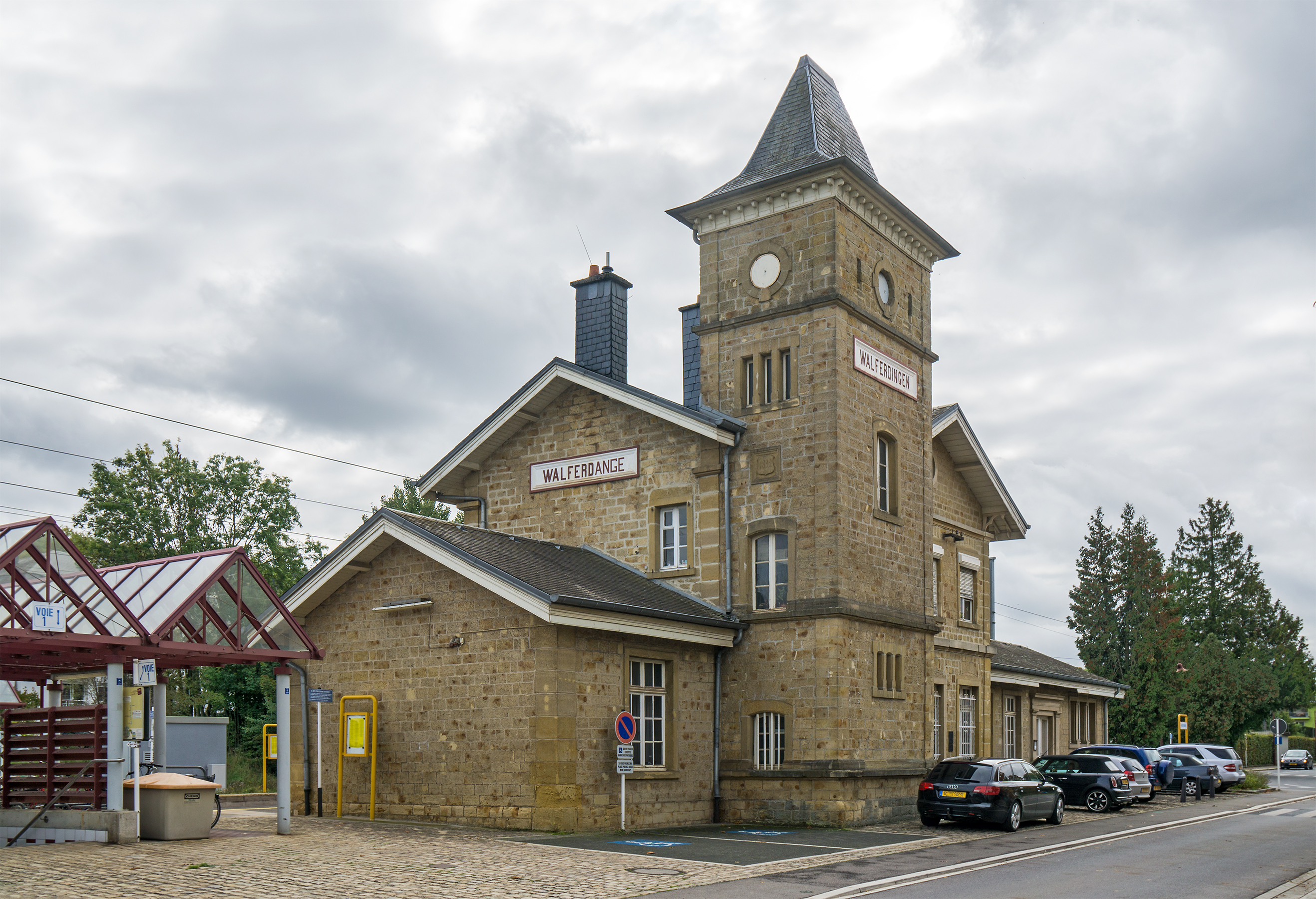
Empfangsgebäude, Straßenseite

Der Bahnhof Walferdange ist eine Betriebsstelle der Bahnstrecke Luxemburg–Spa in der luxemburgischen Gemeinde Walferdingen (luxemburgisch Walfer).

## Lage
Der Bahnhof Walferdingen liegt an der in Nord-Süd-Richtung verlaufenden Bahnstrecke Luxemburg–Spa, die von der staatlichen Luxemburger Eisenbahngesellschaft Société Nationale des Chemins de Fer Luxembourgeois (CFL) betrieben wird. Auf dieser längsten durchgehenden Bahnstrecke des Großherzogtums, der sogenannten Nordstrecke (luxemburgisch Nordstreck), ist er aus Richtung des Bahnhofs Luxemburg betrachtet die vierte Station und die erste außerhalb des Stadtgebiets der Stadt Luxemburg. Der Bahnhof liegt im Tal der Alzette östlich des Flusses im Gemeindeteil Helmsingen an der Rue de la Gare.

## Geschichte
Der Bahnhof wurde am 21. Juli 1862 im Zuge der Fertigstellung des Abschnitts Luxemburg–Ettelbrück der Wilhelm-Luxemburg-Eisenbahn eröffnet. Die Strecke wurde von der Société royale grand-ducale des chemins de fer Guillaume-Luxembourg eingleisig erbaut und von der französischen Compagnie des chemins de fer de l’Est betrieben. Das Empfangsgebäude in Walferdingen ist optisch fast identisch mit dem des Bahnhofs in Diekirch. 1871 übernahmen die Reichseisenbahnen in Elsaß-Lothringen den Betrieb. Prinz Heinrich von Oranien-Nassau, der seinen Bruder, König Wilhelm III. der Niederlande – zugleich Großherzog von Luxemburg – als Statthalter in Luxemburg vertrat, nutzte den Bahnhof Walferdingen als nächstgelegenen Bahnhof zu seiner Residenz, Schloss Walferdingen. Er ließ hier 1874 eine Remise für seinen Salonwagen errichten. Nach der Jahrhundertwende wurde die Strecke zweigleisig ausgebaut.
Heute ist die Anlage ein Haltepunkt. Es existieren keine Weichen mehr.
1992 wurde von der Gemeinde Walferdingen aus Anlass der Einweihung der restaurierten alten Schule und des 130-jährigen Bestehens des Bahnhofsgebäudes ein Buch herausgegeben, in dem unter anderem auf die Eisenbahnanlage und die Reaktionen der Walferdinger Autoritäten und Bürger auf die Bauvorhaben der Wilhelm-Luxemburg-Eisenbahngesellschaft sowie den Bahnhof berichtet wird. Am 16. März 1992 wurde der Bahnhof auf einer 25-Franc-Briefmarke gewürdigt. Von der Firma Märklin wurde anlässlich des 130-jährigen Bestehens des Bahnhofes Walferdingen eine weinrote Modelllokomotive der CFL-Baureihe 450 mit der Aufschrift „130 Joer Walfer Gare“ hergestellt.
Im Februar 2011 war der Bahnhof nach zwei Personenunfällen innert einer Woche mehrfach in den Medien.
2019 wurde im Rahmen eines Bürgerdialogs auch die Unterschutzstellung des Bahnhofes Walferdingen diskutiert. Es wurde beschlossen, dass das Bahnhofgebäude mit seinen Nebengebäuden als schützenswerte Bausubstanz klassiert und in den nächsten ein bis zwei Jahren als Einheit national unter Denkmalschutz gestellt werden solle.

## Gebäude

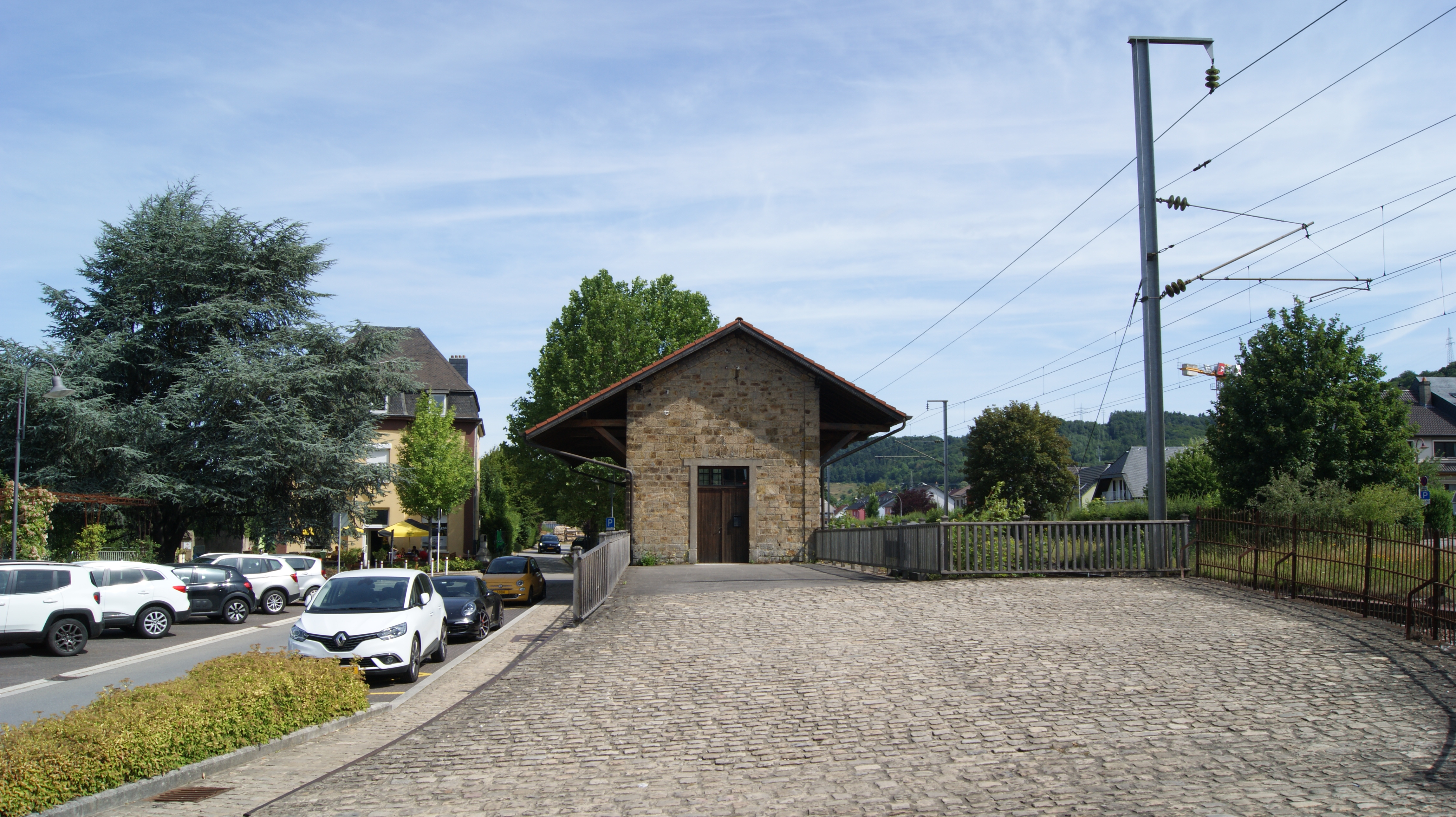
Güterschuppen (2019)

Das Empfangsgebäude ist ein freistehender zweistöckiger Steinbau in etwa Nord-Süd-Ausrichtung mit einem Kreuzgiebeldach und westseitig angebautem vierstöckigem Turm mit einem geknickten Keildach. In einer Linie parallel zum Bahnsteig sind links und rechts des Hauptgebäudes zwei einstöckige Anbauten auf demselben Niveau, die jeweils mit einem Satteldach versehen sind. Der nordseitige Anbau ist nur etwa 1/3 so lang, wie der südseitige Anbau. Durch den Turm erhält das Bahnhofsgebäude einen historistisches, wehrhaftes Aussehen. Dieser Eindruck wird durch gemauerte und leicht vorstehende Eckpilaster noch verstärkt. Alle Dächer sind relativ einheitlich mit dunkelgrauen Hartschindeln eingedeckt. Fenster und Türen sind durchgängig in einfacher, meist rechteckiger Form symmetrisch angeordnet und je mit einer Stein-Laibung versehen. Auf der Bahnsteigseite wurden teilweise moderne Rollladenkästen bei den Fenstern nachträglich eingebaut.
Auf der nordseitigen Mauer des Turms befindet sich in einem Rechteck die Jahreszahl 1892 eingraviert.
Ein alter eingeschossiger Güterschuppen aus Stein im selben Baustil wie das Zentralgebäude ist einige Meter vom Hauptgebäude entfernt noch vorhanden.
Die Gleisanlage ist zweigleisig ausgeführt mit zwei Bahnsteigen und Unterständen. Eine Unterführung ermöglicht den Übergang von einem Bahnsteig zum anderen sowie zur gegenüberliegenden Siedlungsstraße Rue du Nord östlich der Bahnstrecke.

## Heutige Nutzung
Das Gebäude wird heute zum Teil von der Association des Modélistes Ferroviaires de Luxembourg genutzt, die im Altbau eine große Modelleisenbahnanlage installiert hat. Diese zeigt den Bahnhof Walferdingen in Spur-0-Modulbauweise.

## Weiterer öffentlicher Verkehr und Umgebung
Der Bahnhof Walferdange wird außerdem von der AVL-Buslinie 11, mehreren RGTR-Buslinien sowie dem „Walfy-Flexibus“ bedient.
Schräg vis-à-vis des Bahnhofsgebäudes in der Rue de la Gare befindet sich an der Einmündung zur Rue Charles Rausch, der ehemaligen Juddegaass, das Denkmal Les traces ineffaçables de l’être humain, vom Bildhauer Tom Flick errichtet und am 24. September 2017 eingeweiht, welches an die Opfer der nationalsozialistischen Verfolgungen und den Holocaust erinnert, dem auch Einwohner aus Walferdingen zum Opfer fielen.